# Roquemaure, Gard
Roquemaure är en kommun i departementet Gard i regionen Occitanien i södra Frankrike. Kommunen ligger i kantonen Roquemaure som tillhör arrondissementet Nîmes. År 2022 hade Roquemaure 5 528 invånare.

## Befolkningsutveckling
Antalet invånare i kommunen Roquemaure
Referens:INSEE